# Квартирный погром
«Кварти́рный погро́м» (англ. Homewrecker) — американское реалити-шоу на MTV, ведущим которого был звезда «Чудаков» Райан Данн. Шоу — своеобразная пародия на такие форматы как «Квартирный вопрос» или «Школа ремонта», но вместо того, чтобы ремонтировать комнату, ее разрушаю.

## Сюжет
Чтобы попасть в программу, участник должен был представить шоу историю о том, как он или она стали жертвой одного из своих друзей. В начале каждого выпуска «жертва» объясняла Райану Данну, что с ней произошло. Затем Данн наблюдал за преступником, чтобы получить дополнительные идеи о том, что делать. Наконец, Данн и команда помощников помогали участнику переделать комнату друга так, чтобы она соответствовала тому, что сделал злодей.
В шоу было два сегмента, в которых два разных человека мстили друзьям, которые недавно обидели их, разгромив их спальни. Между эпизодами были короткие ролики, в которых ведущий учил зрителей, как проводить подобные розыгрыши у себя дома. Ролики были сняты в стиле учебных видео 1950-х годов.